# Teenage Mutant Ninja Turtles 2: Battle Nexus
Teenage Mutant Ninja Turtles 2: Battle Nexus är ett datorspel i fightinggenren, släppt 2004 av Konami. Det är baserat på andra säsongen av 2003 års TV-serie av Teenage Mutant Ninja Turtles.
Spelet innehåller även fyrpersonsmöjlighet av arkadspelet Teenage Mutant Ninja Turtles. Man kan spela som Leonardo, Donatello, Raphael, och Michelangelo.  Man kan även komma spela som Karai, Slashuur, Splinter och Casey Jones.
Som bonusspel i spelet finns även 1989 års arkadspel.

### Fotnoter
1. ↑  ”Teenage Mutant Ninja Turtles 2: Battle Nexus” (på engelska). Mobygames. 11 mars 2004. http://www.mobygames.com/game/teenage-mutant-ninja-turtles-2-battle-nexus. Läst 1 december 2015.